# كينيتشي هيراي
كينيتشي هيراي (باليابانية: 平井健一) هو لاعب كرة مضرب ياباني، ولد في 19 مارس 1950 في طوكيو في اليابان.

## وصلات خارجية
- كينيتشي هيراي على موقع رابطة محترفي التنس (الإنجليزية)
- كينيتشي هيراي على موقع الاتحاد الدولي لكرة المضرب (الإنجليزية)
- كينيتشي هيراي على موقع كأس ديفيز (الإنجليزية)
- كينيتشي هيراي على موقع خلاصة التنس.كوم (الإنجليزية)